# Paul Böhling
Paul Böhling (* 6. März 1906 in Tönning; † 9. Januar 1968 in Hamburg-Harburg) war ein deutscher Schiffbauingenieur, Yachtkonstrukteur und Werftbesitzer in der Nachkriegszeit des Zweiten Weltkriegs.
Seine Boot- und Yachtrumpfkonstruktionen baute er hauptsächlich aus dem Werkstoff Stahl, welchen er nicht nietete, sondern in Vollschweißbauweise verband, zur damaligen Zeit ein relativ teures und für den privaten Yachtsektor kaum angewandtes Verfahren. Des Weiteren testete er als erster europaweiter Konstrukteur Privatyacht-Rumpfkonstruktionen im Schleppkanal der Schiffbau-Versuchsanstalt in Hamburg und baute die erste deutsche Aluminium-Hochseeyacht. Paul Böhling war zudem amtlicher Vermesser des Deutschen Segler-Verbandes (DSV).

## Wirken
Böhlings Leidenschaft für die Konstruktion von Booten und Yachten, gepaart mit innovativem und technisch unkonventionellem Denken, hat eine Vielzahl und große Bandbreite von erfolgreichen Sportbooten entstehen lassen. Ein Meilenstein seiner Boots- und Yachtbaukarriere ist der „Blitz-Jollenkreuzer“ (Bauzeit 1942–46). Weiterhin für die Aufbaujahre seiner Werft bedeutend sind die von der nationalen und internationalen Presse beachteten, Renommee-Projekte wie die Kreuzer-Rennyacht „Romance“ (Fertigstellung 1951), der Seekreuzer „Inschallah“ (Fertigstellung 1952) und die 17 Meter (Länge über alles) Aluminium-Hochseeyacht „Kormoran“ (Fertigstellung 1953).

## Bedeutung

Gebaute Yachten und Boote, Böhling-Werft, 1950–56

Paul Böhling galt als Querdenker. Der Materialschwerpunkt für die Rümpfe der Böhling-Yachten und Boote war aus seiner Überzeugung Stahl oder Aluminium. Diese Ansicht vertrat er vehement in Fachkreisen und in der Öffentlichkeit. Damit machte er, weit über die Hamburger Landesgrenzen hinaus, den Yacht-Stahlbau im Sportbootsektor populär und brachte ihm schon zu Lebzeiten den Titel Genius mit eisernem Willen ein.
Viele der Paul Böhling-Yachten segeln noch aktiv als sogenannte Klassiker auf in- und ausländischen Meeren. Zurzeit sind laut Datenbank neunundvierzig existente, seetaugliche Böhling-Yachten und -Boote im weltweiten Online-Register klassischer Yachten registriert. Die meisten davon entstanden unter eigener Regie in seiner Werft „Paul Böhling Yacht- und Bootswerft“ in Hamburg-Harburg. Bei vielen anderen Werften dienten allerdings Böhling-Risse ebenfalls als Konstruktionsvorlage.

## Leben
Paul Böhling wurde am 6. März 1906 in Tönning geboren und wuchs dort mit seiner Schwester auf. Obwohl sein Vater als Bahnhofvorsteher der deutschen Reichsbahn kaum Affinität zur See- und Schifffahrt aufwies, ging Böhling zur handwerklichen Berufsausbildung in die Kremer Werft nach Elmshorn und galt als ein großes Talent. 1929, im Alter von 23 Jahren, zeichnete Paul Böhling seinen ersten Konstruktionsentwurf in Schnittdarstellung (Riss) eines gaffelgetakelten Spitzgatters auf Leinen.
An der berufsbegleitenden Abendschule erlangte Paul Böhling sein Ingenieurdiplom und setzte seinen Werdegang im Verwaltungssitz der „Deutsche Werke AG“ in Berlin fort. Bei seiner nächsten Berufsstation, der „Deutsche Werft AG“ in Hamburg-Finkenwerder, lernte der damalige Vorarbeiter Böhling in der Verwaltung seine zukünftige Frau kennen, die er 1934 heiratete. Im gleichen Jahr wurde ihr Sohn „Paul“ geboren, es folgten noch eine Tochter und ein weiterer Sohn.
Böhling, zwischenzeitlich Meister, wurde bei einem Bombenangriff auf Hamburg verschüttet und schwer verletzt. Nach Kriegsende zog er mit seiner Familie nach Hamburg-Harburg in den „Hafenbezirk 8“ und setzte seinen Berufsweg als Betriebsleiter bei verschiedenen Hamburger Werften fort. Hierzu gehörte die Werft der „Ottensener Eisenwerk AG“ wie auch die Traditionswerft „Sietas“ in Hamburg-Cranz.
Im Februar 1949 gründete Böhling die „Paul Böhling Yacht- und Bootswerft“ in Hamburg-Harburg. 1967, das Unternehmen war inzwischen etabliert und international bekannt, sollte sich sein Sohn Paul als Meister um die technischen Belange des Betriebes kümmern, während der inzwischen 61-jährige Werftgründer sich wieder mehr seiner Leidenschaft, dem Zeichnen von Rissen und der eigentlichen Konstruktion, widmen wollte.
Am 9. Januar 1968 starb Paul Böhling jedoch als Selbstfahrer eines Transporters auf dem Weg zu seiner Werft bei einem Verkehrsunfall. Eine große Anteilnahme an seinem Tod seitens von Verbänden, Fachinstitutionen, Seglern und Motorbootfahrern sowie sein Nachruf in der Presse unterstrichen die Popularität des verstorbenen. Sein letzter Entwurf „Wanderer“, ein Stahlmotorkreuzer von 9,30 m Länge über alles, wurde in der Böhling-Werft, die sein Sohn Paul bis 1982 weiter führte, noch realisiert.

## Blitz-Jollenkreuzer
Einen Namen als innovativer Konstrukteur machte Paul Böhling sich schon weit vor seiner Werftgründung mit dem Entwurf und Bau des 25 m² Blitz-Jollenkreuzers aus Stahl (Bauzeit 1942–1946). 1942 entschied eine Gruppe von Mitgliedern des Hamburger „Segel-Club Oevelgönne e. V.“ diesen, vom langjährigen Vereinskollegen Böhling als Wanderfahrzeug geplanten Jollenkreuzer, zu bauen.
Auf Grund seiner Beliebtheit bei Seglern wurde vom Deutschen Segler-Verband 1949 die Wanderjolle als nationale Klasse anerkannt und für das Regattasegeln zugelassen. Als Kennung wird das prägnante Blitz-Zeichen im Segel geführt.

## Böhling Yacht- und Bootswerft
Im Februar 1949 gründete Böhling die Einzelfirma Paul Böhling Yacht- und Bootswerft mit drei Angestellten und dem Werkmeister W. Peters an der großen Hafenschleuse, Hafenbezirk 8, in Hamburg-Harburg. Die Werft konnte sich schnell etablieren, in den ersten fünf Jahren seit der Gründung wurden über dreißig auf der Werft fertiggestellte Yachten und Boote mit Stahlrumpf erfasst. Der Konstruktions-Genius hatte sich weit über die Landesgrenzen hinaus einen Namen gemacht. Unter anderem erfolgten Aufträge aus Südamerika. 1955 trat der erstgeborene Sohn von Paul Böhling, Paul Böhling junior, fachlich unterstützend in den elterlichen Betrieb ein.
Weitere Neuentwicklungen und Spezialbauten, Segel- wie Motoryachten, verließen die Werft; technisch hochwertig und oft der Zeit voraus. Stahl und Aluminium blieben aber die Hauptwerkstoffe für Böhling.
1967 fiel die technische Verantwortung des Werftbetriebes auf Böhlings Sohn Paul. Als 1968 Paul Böhling tödlich verunglückte, übernahm sein Sohn Paul die Werft-Verantwortung und führte damit die Böhling-Ära fort.
Die in den 70er Jahren folgende Öl- und Wirtschaftskrise hatte für viele Werften existenzielle Konsequenzen. Auch die Böhling-Werft musste in dem Zusammenhang mit der Werftenkrise 1982 schließen. Nach der Modernisierung des Harburger Binnenhafens erinnert heute nichts mehr an das ehemalige Werftgelände der Böhling Yacht- und Bootsbauwerft.

## Bedeutende Werft-Projekte
Für die Gründungs- und Etablierungsphase schufen insbesondere vier wichtige Auftrags- und Renommee-Projekte die Grundlage für die gute Entwicklung der Werft in den folgenden Jahren und werden deshalb explizit erwähnt. Ausschlaggebend für den Erfolg der Unternehmung war jedoch stets die Innovationskraft des Konstrukteurs und Eigentümers Paul Böhling.

### 10 KR Hochseeyacht Romance
Paul Böhling wurde erst nach seinem vierzigsten Lebensjahr nach der Begegnung mit dem Bus- und Transportunternehmer Heinrich Peill Unternehmer. Dieser unterbreitete Böhling den eigentlichen Werft-Gründungsauftrag, nämlich den Bau einer hochseetauglichen 50 Fuß (15,24 Lüa) Kreuzer-Rennyacht (KR) und schuf damit aus wirtschaftlicher Sicht die substanzielle Basis für die Gründung der Böhling-Werft. Schon wenige Monate nach der formellen Werftgründung wurde 1950 das Heinrich Peill-Projekt als hochgetakelte Ketch Langkieler-Yacht zu Kiel gelegt.
Böhling übernahm die Konstruktion und den Bau der seegehenden Fahrtenyacht, den Stahlrumpf der Yacht nietete er nicht, was in der Zeit die konventionelle Methode im Schiff-Stahlbau war, sondern verband den Siemens-Martin-Stahl (SM-Stahl), genau wie bei seiner Blitz-Konstruktion von 1946, in Vollschweißbauweise. Ein bis dahin relativ teures und für den privaten Yachtsektor kaum angewandtes Verfahren. Böhlings gesamtes technisches Wissen floss in diesen Yachtbau (Bauzeit 1950–51) ein und im Juni 1951 wurde die erste selbst konstruierte und gebaute Böhling-Kreuzer-Rennyacht „Ursula 2“ (Tauf-Ursprungsname der Yacht) unter Kenntnisnahme der ortsansässigen Presse, zu Wasser gelassen.
Die Hochseeyacht segelt auch heute noch unter ihrem neuen Schiffsnamen Romance im Mittelmeer.

### 9 KR Seekreuzer Inschallah
Der Aufwand, der für den ersten Werft-Prestige-Auftrag betrieben wurde, war bezeichnend für Böhling, die technische Idee stand für ihn im Vordergrund. Das brachte nicht nur einen hohen Bekanntheitsgrad, sondern auch interessante Projekte ein. So wurde er Ende 1951 für den Bau der 9 KR Stahl-Yawl Inschallah (Bauzeit 1951–52) beauftragt. Sie wurde Böhlings zweites Renommee-Projekt.
Die sportliche Ambition der Auftraggeber der Inschallah animierte Böhling zu umfangreichen Versuchen im Schleppversuchskanal der „Hamburgische Schiffbau Versuchsanstalt“ (HSVA) und schuf damit gleichzeitig ein Entwicklungsnovum für die Sportschifffahrt. Paul Böhling war mit der Inschallah 1952 der erste europaweite Konstrukteur, der ein Privatyachtmodell im Schleppkanal testete. Eine aufwendige und kostspielige Prozedur, in derer Relation sich bisweilen nur die Großschifffahrt wiederfand. Konstruktionstechnisch gesehen aber eine geniale Vorgehensweise, die sich zwischen 1952 und 1955 in über 40 sportlichen Erfolgen der Rennyacht ausdrückte.

### 12 KR Alu-Hochseeyacht Kormoran
1953 beachtete die Fachpresse auf Böhlings Werft ein weiteres, im Entstehen befindliches Projekt. Eine 17-Meter-Yawl (Länge über Alles) aus einem seewasserbeständigen Aluminiumrumpf, den der Konstrukteur in den nichttragenden Bereichen schweißte. Eine technische Meisterleistung unter Berücksichtigung des im Entstehen befindlichen Aluminiumschweißens. Es handelte sich hier um die legendäre Kormoran (Bauzeit 1952–1953), erste deutsche private Hochseeyacht aus Aluminium.
Auftraggeber war die Hamburger Reederei Willy Bruns. Unter dem Schiffsführer „Klaus Hegewisch“ erzielte diese Pionierarbeit von Böhling einen zweiten Platz in der Gesamtwertung der 3.600 Seemeilen Jubiläums-Transatlantikregatta „Newport – Marstrand“ von 1955. Diese Leistung wurde mit dem damaligen höchsten deutschen Preis im Hochseesport, dem Kronenkompass von Ludwig Schlimmbach, ausgezeichnet und zusätzlich mit dem New Yorker Yachtclubpreis gewürdigt. Klaus Hegewisch schrieb ein Buch über den erfolgreichen Transatlantik-Törn, in dem er die geniale Yacht-Konstruktion der Kormoran von Paul Böhling lobt. Die Kormoran war, gemessen an der damaligen Pressereaktion, die spektakulärste Konstruktion von Paul Böhling und brachte ihm bis in die USA internationale Anerkennung.

### 9 KR Spreizgaffelketch Safari

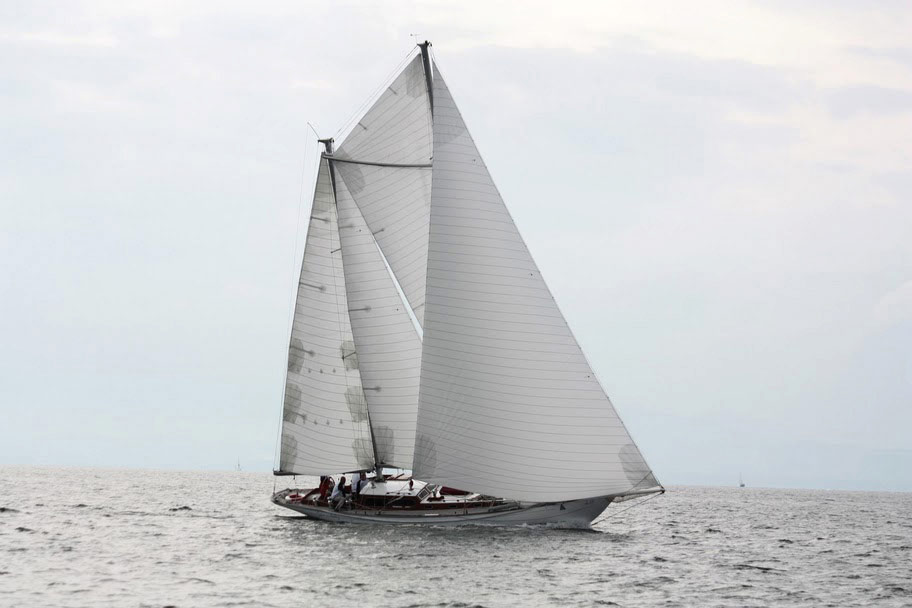
Spreizgaffelketch „Safari“; gebaut 1955 von Paul Böhling

1955 entstand – als Weiterentwicklung der Inschalla – die Spreizgaffelketch Safari. Auftraggeber war F. Naumann aus der Näh- und Schreibmaschinen Dynastie Naumann zu Königsbrück. Auch die Safari wurde im Versuchskanal geschleppt. Um Safari auch mit kleiner Crew segeln zu können, wählte Böhling die Wishbone- oder Spreizgaffelbetakelung.
Safari ist heute noch die einzige deutsche originale Wishboneketch. Laut Aussage von Paul Böhling jr. war die Safari die erste deutsche Yacht mit Alurigg. Zusammengeschweißte U-Profile, welche nach oben schmaler wurden. Auch dies zeigte die Experimentierfreudigkeit des Paul Böhling. Die Bäume und die Gaffel waren aus Holz.
Eine Besonderheit bei Safari und bei der Inschalla ist die Raumeinteilung. Durch den erhöhten Deckssalon konnte der Motor tief unten im Kiel verbaut werden, wo er als Ballastanteil positiv wirkte. Die Böhlingsche „Deckssalonyacht“ bietet einen guten Rundumblick und unterscheidet sich damit gravierend von den „Kellerschiffen“.